# Gliese 163
Gliese 163 is een rode dwerg in het sterrenbeeld Goudvis met magnitude van +11,8 en met een spectraalklasse van M3.5V. De ster bevindt zich 49,37 lichtjaar van de zon.

## Planetenstelsel
In september 2012 werden met behulp van de HARPS-telescoop twee planeten rond Gliese 163 gevonden. Een van deze planeten, Gliese 163 c, met een omlooptijd van 26 dagen, zou zich in de bewoonbare zone bevinden, al dan niet iets warmer dan de aarde. Met een massa van ongeveer 72 maal die van de aarde, is het waarschijnlijk een gasreus.
De tweede planeet, Gliese 163 b, met een omlooptijd van 1 dag, is te heet voor leven. Er waren ook aanwijzingen voor een derde planeet gevonden, het bestaan van deze planeet, Gliese 163 d, werd bevestigd in juni 2013. Momenteel zijn er 3 bevestigde en 2 onbevestigde (e en f) bekend.